# Dwór w Olchowcach (Sanok)
Dwór w Olchowcach – zabytkowy dwór położony w Sanoku na terenie dzielnicy Olchowce.

## Historia

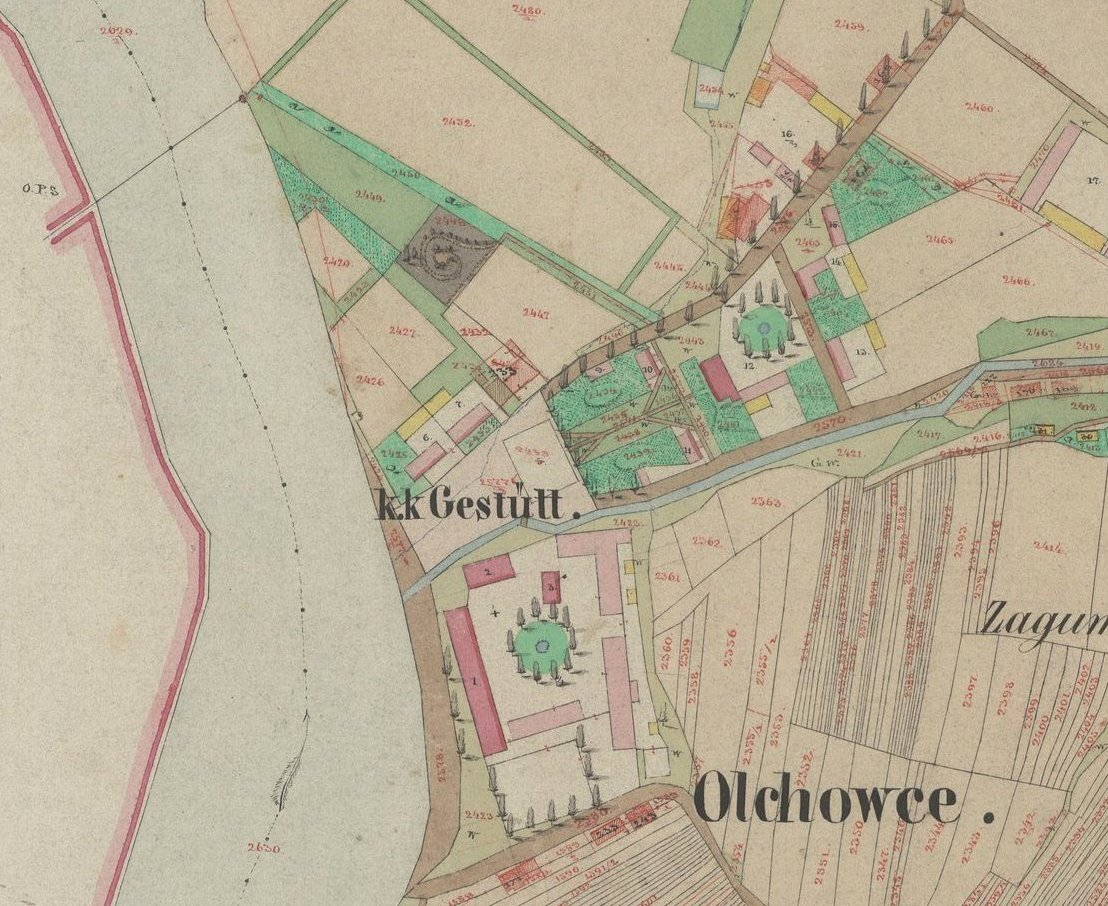
Obszar dworski na mapie z 1852

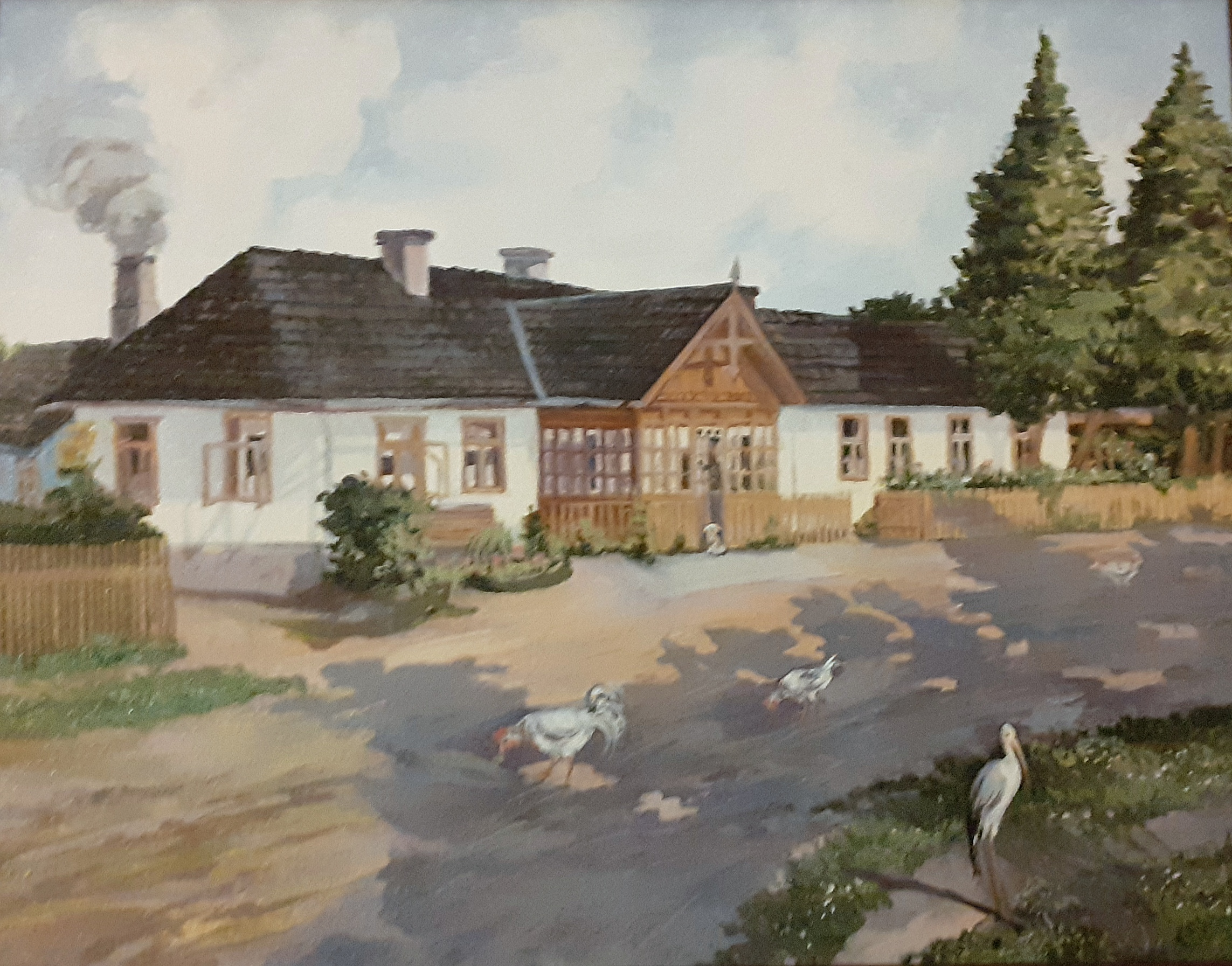
Dawny dom we dworze

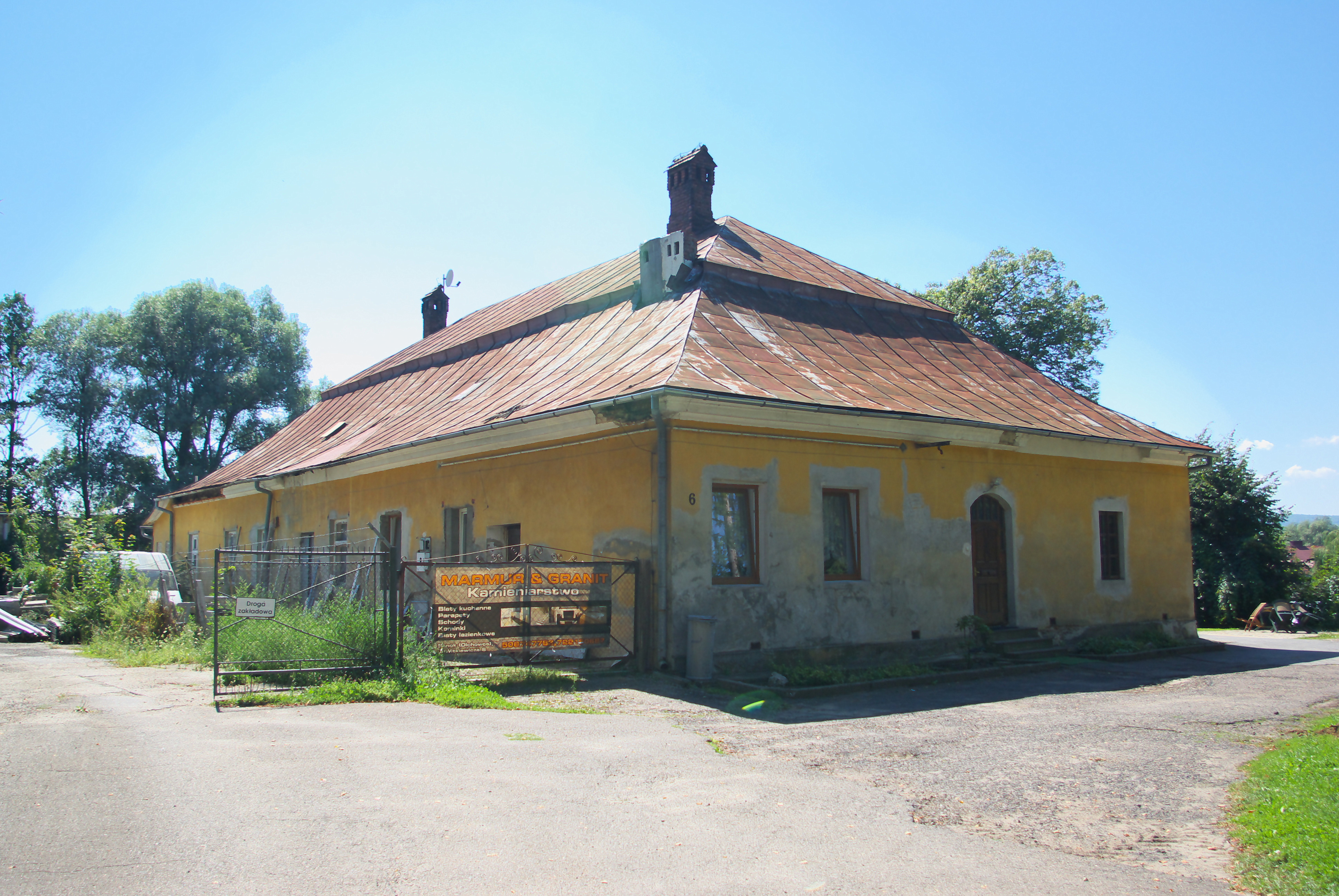
Budynek oficyny

Pierwotnie Olchowce stanowiły wieś służebną dla grodu sanockiego, zaś pierwsza wzmianka o tamtejszym folwarku pochodzi z XV wieku.
W okresie zaboru austriackiego w drugiej połowie XIX wieku (lata 50. i 60.) posiadłości tabularne (czyli dawne dobra szlacheckie, ziemskie) Olchowce z Międzybrodziem i Olchowce Posada stanowiły własność rządową. W latach 70. i 80. właścicielami tamtejszych dóbr byli sanoccy bankierzy Abisch i Sosie (wzgl. Zosie lub Zofia) Kanner. W 1886 podano, że W lustracyi (l. c. str. 44) czytamy: „Dwór w Olchowcach. We wszystkiem starostwie (krośnieńskiem) dworu nie masz, tylko w Olchowcach jest dwór dawno zbudowany, lecz dotychczas nie dokończony, z osobna rożne budynki, folwark, stajnie, obory i gumna”. 9 sierpnia 1889 poinformowano, że dobra w Olchowcach z przyległościami o powierzchni 5000 morgów nabyli Józef i Stanisław Nowakowie za cenę 350 tys. złr. Mimo tego w ewidencji z 1890 A. i S. Kannerowie nadal figurowali jako właściciele własności tabularnej w Olchowcach. Potem w latach 90. jako właściciel dóbr w Olchowcach figurował ww. Józef Nowak. Zmarł on w 1901, po czym na początku XX wieku własność przejęli jego spadkobiercy. Według stanu z 1911 właścicielami Olchowiec byli synowie Józefa: Tadeusz i Eugeniusz Nowakowie. Potem, w latach 1914 i 1918 dobrami władali spadkobiercy Józefa Nowaka. 
W latach niepodległej II Rzeczypospolitej przed 1930 własność Józefa i Antoniego Nowaków. Do 1939 właścicielem tamtejszych dóbr był Roman Nowak. W chwili wybuchu II wojny światowej w 1939 we dworze przebywali członkowie rodziny Nowaków i spowinowaconego z nimi kpt. dr. Stanisława Domańskiego. Po ustanowieniu na Sanie granicy między III Rzeszą a ZSRR wieś Olchowce znalazła się pod władzą sowiecką, podczas gdy leżący na lewym brzegu rzeki Sanok był pod rządami okupantów niemieckich. Według relacji z połowy października 1939 wszyscy mieszkańcy dworu zostali zmuszeni do wyjazdu (najpierw mieli trafić do Leska).
Według Sylwestra Polakowskiego istniejący do czasów współczesnych budynek dworski z XIX wieku powstał na zrębach wcześniejszego dworu starościńskiego prawdopodobnie z XVII wieku. W jego otoczeniu wzniesiono dwie oficyny (jedna na planie litery L, druga przekształcona w budynek mieszkalny). Obok istnieje obiekt, wcześniej stanowiący spichlerz, a potem ujeżdżalnie, ostatecznie przekształcony do innych celów. Na terenie posiadłości istniały stawy i park, które nie zachowały się do współczesności w swojej pierwotnej formie.
Na części obszaru dworskiego przed 1918 powstały koszary wojskowe. W zabudowaniach folwarku umieszczono garaże i warsztaty wojskowe.
Do gminnej ewidencji zabytków w Sanoku w 2015 zostały wpisane obiekty: dwór przy ul. Stanisława Witkiewicza 6 oraz oficyna dworska przy ul. Stanisława Witkiewicza 10.